# Der Sieg seines Lebens
Der Sieg seines Lebens (Originaltitel: The Loneliest Runner) ist ein US-amerikanischer Fernsehfilm des Senders NBC, den Michael Landon, der den Film auch produzierte und das Drehbuch verfasste, im Jahr 1976 inszenierte. Der Film hat autobiographische Züge und erzählt die Geschichte eines Jungen, der durch das Laufen seine persönlichen Probleme bewältigt und Olympiasieger wird.

## Handlung
Der 13-jährige John Curtis ist Bettnässer. Seine Eltern Arnold und Alice wissen keinen Ausweg. Um ihren Sohn zu beschämen, hängt die Mutter morgens das benässte Bettlaken für alle sichtbar ins Fenster. Aus Angst, dass seine Schulkameraden und Freunde die Laken sehen, läuft er jeden Tag von der Schule nach Hause und nimmt die Laken ab. Mit der Zeit gefällt dem Jungen das Laufen immer mehr. Es macht ihm nicht nur Spaß, er kann damit seine Sorgen und seine Schande vergessen. Um die Wut auf seine Eltern beherrschen zu können, tritt er in die Leichtathletikmannschaft seiner Schule ein.
Zehn Jahre später nimmt John am Marathonlauf der Olympischen Spiele teil. Er gewinnt das Rennen und wird somit Olympiasieger. Bei einem Interview nennt er seine Mutter als die eigentliche Antriebskraft für seinen Erfolg.

## Kritiken
Das Lexikon des internationalen Films bezeichnet den Film als eine „vor allem auf Rührung setzende Fernsehunterhaltung, die die ungewöhnliche Thematik ausschließlich emotional vermittelt.“

## Hintergrund
Uraufgeführt wurde der Film in den USA am 20. Dezember 1976. In Deutschland war er erstmals am 3. Dezember 1993 zu sehen.
Michael Landon verarbeitete in seinem Drehbuch seine eigenen Kindheitsprobleme. Auch er war Bettnässer, dessen Eltern dieses Problem nicht handhaben konnten. Seine Mutter hängte tatsächlich die Laken ins Fenster. Bevor er Schauspieler wurde, hegte Landon selber olympische Ambitionen als Speerwerfer. Eine Schulterverletzung verhinderte jedoch, dass er seinen Sport ausüben konnte.

## Auszeichnungen
Der Film erhielt 1977 zwei Nominierungen für den Emmy in den Kategorien Kameraführung bei einem Fernsehfilm (Ted Voigtländer) und Schnitt für einen Fernsehfilm (John Loeffler).